# Łukasz Gogola
Łukasz Gogola (ur. 13 grudnia 1997) – polski piłkarz ręczny, rozgrywający, od 2017 zawodnik Górnika Zabrze.
W latach 2014–2017 grał w Olimpii Piekary Śląskie. W sezonie 2016/2017, w którym rozegrał 26 meczów i zdobył 149 goli, zajął 5. miejsce w klasyfikacji najlepszych strzelców I ligi. W 2017 przeszedł do Górnika Zabrze, z którym podpisał trzyletni kontrakt. W Superlidze zadebiutował 3 września 2017 w wygranym spotkaniu z MMTS-em Kwidzyn (26:24), zaś dwie pierwsze bramki rzucił 23 września 2017 w meczu z Pogonią Szczecin (30:20). W sezonie 2017/2018 rozegrał w najwyższej polskiej klasie rozgrywkowej 26 spotkań, w których zdobył 67 goli.
W marcu 2018 został po raz pierwszy powołany przez trenera Patryka Rombla do reprezentacji Polski B. Zadebiutował w niej 6 kwietnia 2018 w wygranym meczu towarzyskim z Austrią B (30:26), w którym zdobył jednego gola.

## Osiągnięcia
Indywidualne
- 5. miejsce w klasyfikacji najlepszych strzelców I ligi: 2016/2017 (149 bramek; Olimpia Piekary Śląskie)[2]

## Statystyki
| Olimpia Piekary Śląskie         | 2014/2015 | I liga    | 19 | 28  | 1,5 |
| Olimpia Piekary Śląskie         | 2015/2016 | I liga    | 26 | 39  | 1,5 |
| Olimpia Piekary Śląskie         | 2016/2017 | I liga    | 26 | 149 | 5,7 |
| Olimpia Piekary Śląskie         | Razem     | Razem     | 71 | 216 | 3   |
| Górnik Zabrze                   | 2017/2018 | Superliga | 26 | 67  | 2,6 |
| Stan na koniec sezonu 2017/2018 |           |           |    |     |     |